# Список аэропортов Израиля
Аэропорты в Израиле подразделяются на гражданские и военные. Действующими являются 1 космодром, 19 гражданских и 8 военных аэропортов. Кроме того, 3 аэропорта были закрыты в 2019 году. Три аэропорта являются международными. ICAO-коды для Израиля начинаются с LL××.
Гражданские аэропорты в основном входят в юрисдикцию Управления аэропортов Израиля, военные — в юрисдикцию Армии обороны Израиля.

## Гражданские аэропорты
Основные гражданские аэропорты находятся в ведении «Управления аэропортов Израиля» (УАИ) — государственного управления, созданного в 1977 году по закону «Об аэропортах Израиля». Под управлением УАИ находятся аэропорты: Бен-Гурион, аэропорт Рамон, аэропорты Хайфы, Герцлии и Рош-Пины. Остальные гражданские аэропорты находятся во владении региональных и местных советов, а также в частном владении.
В недавнем времени были закрыты аэропорты: Атарот (2000), аэропорт Сде-Дов, аэропорт Эйлат и Международный аэропорт Увда (все три — 2019).
Воздушный контроль в аэропортах Израиля находится в ведении ВВС Израиля, за исключением аэропорта Бен-Гурион.

## Военные аэропорты
В Израиле все военные аэропорты (авиабазы) находятся в ведении ВВС Израиля. Имеется 10 используемых военных аэропортов, из которых 1 аэропорт используется также и гражданской авиацией (Хайфа) и 1 авиабаза также используется в качестве космодрома (Пальмахим).

## Карта
- Международные аэропорты
- Местные аэропорты
- Аэродромы
- Военные авиабазы